# Retraite Québec
Retraite Québec  est mandataire de l'État et a été créée par le Gouvernement du Québec le 1er janvier 2016 suite au regroupement de la Régie des rentes du Québec (RRQ) et de la Commission administrative des régimes de retraite et d'assurances (CARRA).

## Historique
Dates importantes dans l’histoire de Retraite Québec :
- 1er janvier 2021 : Retraite Québec célèbre son 5e anniversaire.
- 11 juin 2015 : dépôt à l'Assemblée nationale du Québec du projet de loi regroupant la Régie des rentes du Québec et la Commission administrative des régimes de retraite et d'assurances.
- 6 octobre 2015 : adoption par les parlementaires du projet de loi[2] regroupant la Régie des rentes du Québec et la Commission administrative des régimes de retraite et d'assurances.
- 1er janvier 2016 : création de Retraite Québec.

## Mission
La mission de Retraite Québec est notamment d'administrer les régimes québécois liés aux aléas et/ou moments importants de la vie : « Retraite Québec administre le Régime de rentes du Québec, les régimes de retraite du secteur public et l'Allocation famille. Elle assure aussi l'encadrement des régimes complémentaires de retraite et des régimes volontaires d'épargne-retraite. De plus, elle fait la promotion de la planification financière de la retraite. » Retraite Québec est responsable de l'application de plusieurs lois québécoises .
Les principaux services régis par Retraite Québec touchent divers secteurs de la vie qu'elle administre : 
- Travail : les régimes en lien avec les lois du travail
- Enfant :  les allocation familiales et autres régimes liés à la garde d'enfant
- Vie de couple : les droits entre ex-conjoints, garde des enfants (s'il y a lieu)
- Retraite : les régimes et outils de planifications
- Invalidité : les prestations en cas d'invalidité
- Décès :  les prestations et éléments liés à la succession

Retraite Québec agit aussi en matière de conseiller pour la population québécoise,,,.

## Loi sur Retraite Québec
La Loi sur Retraite Québec est entrée en vigueur le 1er janvier 2016, auparavant elle s'intitulait "Loi sur la commission administrative des régimes de retraite et d'assurances".

## Organisation
L’organisation relève du ministre des Finances du Québec. Son administration est confiée à un conseil d’administration formé de 17 membres nommés par le gouvernement du Québec, incluant le président du conseil et le président-directeur général. 